# Ložnica, Velenje
Ložnica este o localitate din comuna Velenje, Slovenia, cu o populație de 164 de locuitori.